# Eintracht Hannover
Eintracht Hannover (offiziell Sportverein Eintracht von 1898 e. V. Hannover) war ein Sportverein aus der hannoverschen Südstadt. Die erste Fußballmannschaft spielte zwischen 1942 und 1944 in der damals erstklassigen Gauliga Südhannover-Braunschweig. Im Jahr 2013 fusionierte er mit dem VfL Hannover zum VfL Eintracht Hannover, der seither auf dem Vereinsgelände des ehemaligen SV Eintracht beheimatet ist.

## Geschichte
Der Verein wurde am 5. März 1898 von 15 Jugendlichen als FC Eintracht Hannover gegründet. In den ersten Jahren seiner Existenz war der Verein auf Rugby und Leichtathletik spezialisiert. Ab dem Jahre 1901 wurde Fußball gespielt – so wie auch Hannover 96 1901 vom Rugby zum Fußball wechselte –, worauf hin sich die Eintracht spaltete. Da lediglich sieben Fußballspieler der Eintracht erhalten blieben, wurde kurzzeitig über eine Fusion mit Hannover 96 nachgedacht. Im Jahre 1909 gewann die Eintracht erstmals die Stadtmeisterschaft von Hannover. In der Endrunde um die Norddeutsche Meisterschaft schied man gleich in der ersten Runde nach einem 1:5 gegen Eintracht Braunschweig aus.
Ein Jahr später verlor die Eintracht das Entscheidungsspiel um die Stadtmeisterschaft gegen 96 unglücklich mit 0:1. Erst 1912 ging der Titel wieder an die Eintracht, die bei der Norddeutschen Meisterschaft im Viertelfinale wieder auf die Braunschweiger Eintracht traf. Nach einer 3:1-Halbzeitführung konnten die Braunschweiger in der Verlängerung durch ein Tor von Otto Harder noch mit 4:3 gewinnen. In der Saison 1913/14 nahm die Eintracht an der norddeutschen Verbandsliga teil und führte diese nach vier Siegen in Folge zum Saisonstart an, ehe die Mannschaft auf Rang sechs zurückfiel.
Im Jahre 1919 gelang erneut die Qualifikation für die norddeutsche Endrunde, wo man im Halbfinale unglücklich mit 1:2 nach Verlängerung beim Bremer SC 1891 verlor. Am 17. Dezember 1919 fusionierte die Eintracht mit dem Turnerbund Hannover und dem MTV 1848 Hannover zum VfL Hannover. Die Fußballer traten als Sportabteilung Eintracht auf. Da sich die Fußballer an den Rand gedrängt fühlten wurde schon am 21. Januar 1921 der FC Eintracht Hannover neu gegründet, der noch im selben Jahr seinen Namen in SV Eintracht Hannover änderte.
Ebenfalls 1921 erreichte die Eintracht noch einmal das Viertelfinale der Norddeutschen, wo man gegen den späteren Deutschen Meister Hamburger SV mit 1:4 unterlag. Während der 1920er Jahre wurde die Eintracht von den Lokalrivalen 96 und SV Arminia überholt und nach einer 2:4-Entscheidungsspielniederlage gegen Leu Braunschweig musste man erstmals in die Zweitklassigkeit absteigen.
Auch der im Jahre 1933 verpflichtete englische Trainer William Townley konnte nicht die erhoffte Wende bringen. Sechs Jahre später stand der Verein vor dem Aus, da er sich die dringende Renovierung des Platzes am Pferdeturm nicht leisten konnte. 1941 fusionierte die Eintracht mit dem Reichsbahn SV 1926 Hannover zur RSG Eintracht Hannover, der 1941 in der Aufstiegsrunde zur Gauliga noch am LSV Wolfenbüttel scheiterte. Ein Jahr später gelang schließlich der Aufstieg. In der Gauliga kam man jedoch nicht über vorletzte Plätze hinaus.
Nach dem Zweiten Weltkrieg wurde der Verein aufgelöst. Am 16. September 1945 wurde als Nachfolgeverein Rot-Weiß Hannover gegründet, der ein Jahr später seinen Namen in Rasensportverein Eintracht Hannover änderte. Im Jahre 1954 kam es zur Spaltung in den SV Eintracht Hannover und dem Rasen SV Hannover. Heute spielt die Eintracht in der Kreisliga Hannover-Stadt. Mit Thomas Frank stellt der Verein einen Schiedsrichterassistenten, der in der Bundesliga eingesetzt wird.
Für sein in Kooperation mit Psychiatern der Medizinischen Hochschule Hannover und Sportwissenschaftlern entwickeltes Sport- und Bewegungsangebots-Projekt für Menschen mit Depressionen "Aktiv aus dem Stimmungstief" wurde der Verein am 29. Januar 2013 vom Bundespräsidenten Joachim Gauck mit dem Großen Stern des Sports in Gold 2012 ausgezeichnet. Am 7. August 2013 fusionierte die Eintracht mit dem VfL Hannover zum VfL Eintracht Hannover.